# Cachapa
La cachapa, originaire du Venezuela, est une galette épaisse de maïs jaune frais (appelé aussi « maïs jojoto ») travaillé avec du lait et du sucre. Elle est souvent servie avec du fromage frais de type guayanés.